# الکسی الیپوف
الکسی الیپوف (روسی: Алексей Александрович Алипов؛ زادهٔ ۷ اوت ۱۹۷۵) تیرانداز اهل روسیه بود.
وی همچنین برندهٔ جوایزی همچون نشان دوستی شده‌است.
وی در مسابقات کشوری و بین‌المللی در مجموع برندهٔ ۲ مدال طلا، ۳ مدال نقره، ۵ مدال برنز شده‌است.